# Калояновець
Калоя́новець (болг. Калояновец) — село в Старозагорській області Болгарії. Входить до складу общини Стара Загора.

## Населення
За даними перепису населення 2011 року у селі проживали 952 особи.
Національний склад населення села:
| Національність   | Кількість осіб | Відсоток |
| ---------------- | -------------- | -------- |
| болгари          | 641            | 68,9%    |
| цигани           | 280            | 30,1%    |
| турки            | 4              | 0,4%     |
| інша             | 0              | 0%       |
| не визначились   | 5              | 0,5%     |
| Всього відповіли | 930            |          |

Розподіл населення за віком у 2011 році:
Динаміка населення: